# Финч-Хаттон, Кристофер, 16-й граф Уинчилси
Кристофер Дэнис Стормонт Финч-Хаттон (англ. Christopher Finch-Hatton, 16th Earl of Winchilsea, 11th Earl of Nottingham; 17 ноября 1936 — 26 июня 1999) — английский пэр.
Титулы: 16-й граф Уинчилси (Пэрство Англии), 11-й граф Ноттингем (Пэрство Англии), 16-й виконт Мейдстон (Пэрство Англии), 11-й барон Финч из Давентри в графстве Нортгемптоншир (Пэрство Англии), 17-й баронет Финч из Иствуэлла в графстве Кент (Баронетство Англии) и 11-й баронет Финч (Баронетство Англии).

## Происхождение и образование
Родился 17 ноября 1936 года. Старший сын Кристофера Финча-Хэттона, 15-го графа Уинчилси (1911—1950), и графини Глэдис Сечени Шарвар-Фельшёвидек (1913—1978).
Бабушкой и дедушкой Финча-Хаттона по отцовской линии были Гай Финч-Хаттон, 14-й граф Уинчилси, и Маргаретта Армстронг Дрексель, дочь банкира Энтони Джозефа Дрекселя из Филадельфии.
Дедушкой и бабушкой Финч-Хаттон по материнской линии были граф Ласло Сечени Шарвар-Фельшёвидек и Глэдис Мур Вандербильт. Глэдис Вандербильт была дочерью Элис Клейпул Гвинн и Корнелиуса Вандербильта II, президента и председателя New York Central Railroad. Глэдис выросла в семейном доме на Пятой авеню в Нью-Йорке и в их летнем «коттедже» The Breakers в Ньюпорте, штат Род-Айленд. У родителей Финч-Хаттон было двое сыновей, прежде чем они развелись в 1946 году.
17 июня 1946 года его отец женился во второй раз на Агнес Мэри Конрой, дочери Патрика Джозефа Конроя.
Кристофер Финч-Хаттон учился в Итонском колледже, затем в Гордонстоуне в Морее, Шотландия. В возрасте 13 лет он унаследовал титулы графа Уинчилси и Ноттингема после смерти своего отца.

## Карьера
После службы в Королевском флоте он переехал в США и провел там несколько лет, иногда работая, когда ему было около двадцати лет. Говорят, что он всю жизнь сохранял большую любовь к людям и вещам, связанным с Америкой.
После женитьбы и возвращения в Англию, лорда Уинчилси убедили занять место в Палате лордов, чтобы дать либерализму политическое представительство, которого не хватало в Палате общин. Он заседал в Палате лордов как пэр от либеральных демократов более 20 лет. Говорят, что он был в восторге, когда в его родном избирательном округе в 1997 году победили либеральные демократы.

## Сахарави
Он известен своей работой по продвижению интересов перемещенного народа сахарави. С 1975 года народ сахарави жил в лагерях беженцев недалеко от Тиндуфа, в алжирской части пустыни Сахара, ожидая разрешения процесса деколонизации в испанской Сахаре. Испания позволила марокканцам аннексировать свою бывшую колонию, однако большая часть коренного населения предпочла бежать, чем принять свершившийся факт. В 1987 году он публично осудил государственный визит короля Марокко в Великобританию и привлек бывшего президента США Джимми Картера, а через него и бывшего госсекретаря Джеймса Бейкера к процессу достижения урегулирования конфликта в Западной Сахаре под эгидой ООН.
Кристофер Финч-Хэттон помог основать, организовать и продвигать Фонд помощи беженцам Сахары в Великобритании, что привело к более чем 10 конвоям Rainbow Rover. Конвои состояли из Land Rover, окрашенных в радужные цвета, и доставляли в лагеря столь необходимые медицинские и продовольственные товары.

## Личная жизнь
23 июня 1962 года Кристофер Финч-Хэттон женился на Ширли Хэтфилд, дочери Бернарда Хэтфилда, и купил South Cadbury House на юго-востоке Сомерсета, посвятив себя благоустройству дома и территории . У супругов было двое детей:
- Дэниел Финч-Хаттон, 17-й граф Уинчилси (род. 7 октября 1967), женившийся на Шелли Аманде Гиллард
- Леди Элис Нэн Кристина Финч-Хэттон (род. 2 мая 1970).

Кристофер Финч-Хэттон умер 26 июня 1999 года, и его сын Дэниел Финч-Хэттон унаследовал его титулы, включая место в Палате лордов. Однако его сын потерял это место в 1999 году, когда был принят Закон о Палате лордов. Он был похоронен в церкви Св. Томаса Бекета около Саут-Кэдбери-хауса.